# ساختمان و چوب سبز
ساختمان‌های سبز منجر به ساختارهایی شدند که از نظر زیستمحیطی مسئول و منبع کارآمد در کل چرخه زندگی خود هستند- از طراحی، ساخت و ساز، بهره‌برداری، تعمیر و نگهداری، نوسازی و تخریب. گزارش سال ۲۰۰۹ توسط اداره خدمات سرویس ایالات متحده ۱۲ ساختمان GSA طراحی شده پایدار را ارزیابی کرده و متوجه شد که آن‌ها هزینه کمتری برای کارکرد و کارایی بسیار عالی دارند. علاوه بر این، ساکنان ساختمان‌های عمومی نسبت به آن‌هایی که در ساختمان‌های تجاری هستند راضی‌تر بودند.
محصولات چوبی از منابع مسئول، انتخاب خوبی برای بیشتر پروژه‌های ساختمانی سبز هستند- هم در ساخت‌وساز و هم در نوسازی جدید. چوب به صورت طبیعی با استفاده از انرژی خورشید رشد می‌کند، تجدیدپذیر، پایدار و قابل بازیافت است. چوب یک عایق مؤثر است و از انرژی بسیار کمتری برای تولید نسبت به بتن یا فولاد استفاده می‌کند.
چوب هم چنین تغییرات آب و هوایی را کاهش می‌دهد زیرا محصولات چوبی به ذخیره کربن جذب شده توسط درخت در مدت چرخه رشد ادامه می‌دهند و جایگزینی چوب برای مواد سوخت فشرده مانند فولاد و بتن سبب پرهیز از انتشارات گازهای گلخانهای می‌شود.
زیبایی طبیعی چوب و گرما برای تولید بهبود بهره‌وری و عملکرد در مدارس، ادارات و بهبود بهتر بیمار در بیمارستان‌ها گزارش شده‌است.

## ارزیابی چرخه حیات
ارزیابی چرخه حیات می‌تواند به جلوگیری از یک چشم‌انداز باریک در نگرانی‌های زیست‌محیطی، اجتماعی و اقتصادی با ارزیابی هر اثر در ارتباط با تمام مراحل فرایند در کل دوره عمر (به عنوان مثال، از مواد خام از طریق پردازش مواد، تولید، توزیع، استفاده، تعمیر و نگهداری، و دفع یا بازیافت) کمک کند.
با بررسی و ارزیابی جامع مقالات علمی اروپا، شمال آمریکا و استرالیا مربوط به چرخه حیات از محصولات چوبی، در بین چیزهای دیگر به این نتیجه رسیدند که:
- مصرف سوخت فسیلی، کمک‌های بالقوه به اثر گازهای گلخانه‌ای و مقدار مواد زائد جامد که تمایل به جزئی شدن برای محصولات چوب در مقایسه با محصولات رقیب دارند.
- محصولات چوبی که نصب و با یک روش مناسب مورد استفاده قرار می‌گیرند تمایل به داشتن مشخصات مطلوب زیست‌محیطی در مقایسه با محصولات کارکردی معادل از مواد دیگر دارند.

یک مطالعه توسط شورای چوب در کانادا، اثرات چرخه زندگی سه خانه ۲۲۰متر مربع که در درجه اول از چوب، فولاد و بتن در ۲۰ سال اول طول عمر آن‌ها طراحی شده بود مقایسه کردند. نسبت به طراحی چوب، فولاد و سازه‌های بتنی منتشر شده، آلودگی هوای بیشتر، تولید مواد زائد جامد بیشتر، استفاده از منابع بیشتر، نیازبه انرژی بیشتر، گازهای گلخانه‌ای بیشتری ساطع و آلودگی آب بیشتری تخلیه می‌کنند.
هنگامی که چرخه زندگی کامل در نظر گرفته می‌شود، از جمله استفاده و دفع، اکثر مطالعات نشان می‌دهد که محصولات چوبی انتشار گازهای گلخانه‌ای پایین‌تری دارند. در چند مورد که در آن محصولات چوب باعث انتشار گازهای گلخانه‌ای بیشتری از همتایان غیر چوب خود می‌شوند، علت دفع نامناسب پس از استفاده بود.
ابزارهایی در دسترس هستند که معماران را قادر به قضاوت در مورد شایستگی‌های زیست‌محیطی نسبی مصالح ساختمانی می‌کند. آن‌ها عبارتند از: تخمینگر ضربه ATHENA برای ساختمان ها که قادر به مدل‌سازی ۹۵ درصد از سهام ساختمان در شمال آمریکا است و EcoCalculator ATHENA®برای مجامع چرخه زندگی فوری از طریق مسنجر برای نتایج ارزیابی مجموعه‌های مشترک بر مبنای ارزیابی دقیق فراهم می‌شود که قبلاً با استفاده از تخمین‌گر انجام شده‌است. EcoCalculatorبه صورت رایگان از مؤسسه غیرانتفاعی مواد پایدار به منظور تشویق در استفاده بیشتر از LCAبا طراحی و ساخت حرفه‌ای در دسترس است.

## چوب و تغییرات آب و هوایی
همان‌طور که درختان رشد می‌کنند، آن‌ها دی‌اکسید کربن را جذب و آن را در زیست توده (چوب، برگ، ریشه) ذخیره می‌کنند. هنگامی که درختان تجزیه می‌شوند یا می‌سوزند، بسیاری از کربن ذخیره شده به اتمسفر بازمی‌گردد، به‌طور عمده به عنوان دی‌اکسید کربن و مقداری از کربن در جنگل و خاک باقی می‌ماند.
هنگامی که یک درخت قطع می‌شود و چوب برای محصولاتی مانند الوار ساختاری یا مبلمان استفاده می‌شود، کربن برای چندین دهه یا بیشتر ذخیره می‌شود. یک خانه با نمونه ۲۲۰متر مربع در شمال آمریکا شامل ۲۹ تن کربن، یا معادل جبران انتشار گازهای گلخانه‌ای تولید شده توسط رانندگی یک ماشین سواری بیش از پنج سال است (در حدود ۱۲۵۰۰ لیتر بنزین.)
هنگامی که چوب جایگزین سوخت‌های فسیلی برای تولید انرژی یا ساخت و ساز مواد با گاز گلخانه‌ای با رد پا بیشترمی شود، این انتشار گازهای گلخانه‌ای را کاهش می‌دهد.
مطالعات نشان می‌دهد که محصولات چوبی با انتشار گازهای گلخانه‌ای به مراتب کمتر، بیش از طول عمر آن‌ها نسبت به سایر مواد اصلی ساختمان در ارتباط است. جایگزینی یک متر مکعب از بلوک یا آجر به صرفه جویی قابل توجه چوب از ۰٫۷۵ به یک تن دی‌اکسید کربن منجر می‌شود.
افزایش استفاده از محصولات چوبی در ساخت و ساز و برای دیگر کاربردهای طولانی مدت، به علاوه استفاده از محصولات جانبی چوب و ضایعات چوب به عنوان جایگزین برای سوخت‌های فسیلی زیست توده، می‌تواند به ثبات گازهای گلخانه‌ای کمک کند. مدیریت پایدار جنگل‌ها برای تولید محصولات چوبی بخش عملی و سودمند از یک استراتژی کلی برای کاهش تغییرات آب و هوایی است.
تأمین امنیت آینده، یک استراتژی دولت پادشاهی متحده برای توسعه پایدار، اظهار داشت: «شیوه‌های جنگلداری می‌تواند سهم قابل توجهی با کاهش انتشار گازهای گلخانه‌ای از طریق افزایش مقدار کربن از جو توسط حذف املاک ملی جنگل، با سوزاندن چوب برای سوخت و با استفاده از چوب به عنوان یک جایگزین برای مواد انرژی بر مانند بتن و فولاد است.»

## نقش چوب در توازن کربن
نوآوری‌های FP، یک سازمان تحقیقاتی غیرانتفاعی کانادایی، که در بررسی۶۶ مقاله علمی دربارۀ تأثیر خالص گازهای گلخانه‌ای در جو به علت استفاده از محصول چوب در یک چشم‌انداز چرخه زندگی انجام داد. روش‌های مختلفی از تعویض محصول چوبی نشان داد که توازن گازهای گلخانه‌ای را تحت تأثیر قرار می‌دهد، از جمله:
- مصرف سوخت فسیلی کمتر در تولید.
- اجتناب از انتشار کربن فرایندهای صنعتی از تولید سیمان هنگامی که محصولات چوبی جایگزین محصولات مبتنی بر سیمان می‌شوند.
- ذخیره‌سازی کربن در محصولات چوب و در جنگل؛ و
- اجتناب از تولید گازهای گلخانه‌ای سوخت فسیلی زمانی که سوخت‌های زیستی چوبی جایگزین سوخت‌های فسیلی می‌شوند.[۱۵]

## بهره‌وری انرژی
چون ساختمان‌های با عملکرد بالا از انرژی عملیاتی کمتری استفاده می‌کنند، انرژی مورد نیاز در نظر گرفته شده برای استخراج، پردازش، حمل و نقل و نصب مصالح ساختمانی ممکن است به همان اندازه ۳۰ درصد از مصرف انرژی چرخه زندگی کل را تشکیل دهد. مطالعاتی مانند پروژه پایگاه دادهLCI ایالات متحده نشان می‌دهد در درجه اول ساخت ساختمان با چوب انرژی تعیین شده کمتری از ساختمان با آجر، بتن یا فولاد دارد.
مطالعه موردی اخیر ساختمان کروگر یوجین در کبک، کانادا مشخص کرد که راه حل تمام چوب اتخاذ شده برای این ساختمان دانشگاهی ۸۰۰۰ متر مربع منجر به کاهش ۴۰٪مصرفانرژی مندرج در مقایسه با فولاد و بتن جایگزین شد.
یک مطالعه در سال ۲۰۰۲ مقادیر انرژی تولیدی را برای اجزای ساختمان (به عنوان مثال دیوارها، کف، سقف) که عمدتاً از چوب، فولاد یا بتن ساخته شده بودند را مقایسه کرد و متوجه شد که ساخت و ساز چوب محدوده‌ای از انرژی استفاده شده از ۱۸۵ تا ۲۸۰ گیگا ژول، بتن از ۲۶۵ تا ۵۲۱ گیگا ژول و فولاد از ۴۵۷ تا ۶۴۹ گیگا ژول دارد. ساخت و ساز چوب به‌طور کلی از انرژی کمتری نسبت به مواد دیگر استفاده می‌کند، اگر چه در پایان بالا از طیف وسیعی از انرژی ساخت و ساز چوب با پایان کم از طیف وسیعی از ساخت و ساز بتن همپوشانی دارد.
طراحی منفعل با استفاده از فرایندهای طبیعی - همرفت، جذب، تابش، و هدایت– برای به حداقل رساندن مصرف انرژی و بهبود آسایش حرارتی است. محققان در اروپا چوب را به عنوان ماده‌ای مناسب در توسعه ساختمان‌های غیرفعال با توجه به ترکیب منحصر به فرد خواص آنها، از جمله مقاومت حرارتی، پایان طبیعی، تمامیت ساختاری، وزن سبک و کیفیت هوا شناسایی کرده‌اند. طراحی منفعل شروع به یکپارچه کردن ساختمان‌های کوچک در شمال آمریکا از طریق استفاده از پانل‌های چوبی ساختاری بسیار پیچیده کرده‌است.
به دلیل ساختار سلولی و تعداد بسیاری از پاکت‌های هوایی کوچک، چوب عایق طبیعی بهتری در بیشتر آّب و هواها است- ۴۰۰ بار از فولاد و ۱۰ بار از بتن بهتر است. عایق‌های بیشتری برای فولاد و بتن برای رسیدن به عملکرد حرارتی بهتر لازم است.
یک مطالعه در سال ۲۰۰۲ توسط انجمن ملی شرکت مرکز تحقیقات خانه‌سازان برای مقایسه انرژی بلندمدت در دو خانه نسبتاً یکسان کنار هم تهیه شد، یکی با قاب مرسوم چوبی ساخته شد و دومی با فولاد سرد ساخته شده بود. نشان داد که خانه با چارچوب فولادی ۳٫۹٪ گاز طبیعی بیتشری در زمستان و ۱۰٫۷ درصد برق بیشتر در تابستان استفاده می‌کند.

## بهداشت و رفاه
محصولات از چوب جامد، به خصوص کفپوش، اغلب در محیط‌هایی که در آن ساکنان شناخته شده به آلرژی به گردوغبار یا دیگر ذرات دارند مشخص شده‌است.
چوب خود به عنوان یک هایپو آلرژی زا می‌باشد و سطح نرم آن از ایجاد ذرات رایج در اتمام نرمی مانند فرش جلوگیری می‌کند. استفاده از محصولات چوبی نیز می‌تواند کیفیت هوا را با جذب یا آزاد کردن رطوبت در هوا برای مرطوب کردن متوسط بهبود بخشد. یک مطالعه در دانشگاه بریتیش کلمبیا و FPInnovations] نشان داد که حضور بصری چوب در یک اتاق سیستم عصبی (SNS) را در فعالیت کارکنان کاهش می‌دهد، علاوه بر این لینک مثبتی بین چوب و سلامت انسان ایجاد می‌کند. فعال سازیSNS راهی است که بدن انسان خود را برای مقابله با استرس آماده می‌کند؛ که این فشار خون و ضربان قلب را افزایش می‌دهد در حالی که هضم غذا را مهار می‌کند، عملکردها را به منظور مقابله با تهدیدات فوری بهبود می‌دهد و حفظ می‌کند. در حالی که نیاز در کوتاه مدت، دوره‌ها را در حالت فعال کردن SNS طولانی می‌کند، اثری منفی بر روی روان و بهداشت روانی دارد.
مطالعه از ارزش چوب به عنوان یک ابزار برای طراحی مبنی بر شواهد (EBD) حمایت می‌کند- یک زمینه در حال رشد که به دنبال سلامتی و دیگر نتایج مثبت مانند افزایش بهره‌وری و رفاه بر اساس شواهد علمی معتبر است. تاکنون، EBD به‌طور زیادی بر مراقبت‌های بهداشتی و به‌طور خاص بهبود بیمار تمرکز دارد.

## کاهش پسماند
صنعت چوب پسماند را به روشی مشابه با بهینه‌سازی عملیات کارخانه اره‌کشی و با استفاده از تراشه‌های چوب و خاک اره برای تولید کاغذ و محصولات کامپوزیت، یا به عنوان سوخت برای انرژی زیستی تجدیدپذیر کاهش می‌دهد. تولیدکنندگان چوب آمریکای شمالی ۹۸ درصد از هر درخت برداشت شده‌استفاده می‌کنند و به آسیاب تحویل می‌دهند.
آن‌ها به جای تخریب سازه در پایان عمر مفید خود، به اصلاح ساختارشکنی به مصالح ساختمانی مفید به جای آزادسازی آن‌ها در محل‌های دفن زباله می‌شوند.
هنگامی که به درستی از چوب، بتن و فولاد استفاده شود می‌تواند برای چندین دهه یا قرن‌ها به طول انجامد. در شمال آمریکا، اکثر سازه‌ها به دلیل نیروهای خارجی مانند تغییرات منطقه‌بندی و افزایش ارزش‌های زمین تخریب شدند. طراحی برای انعطاف‌پذیری و سازگاری بزرگ‌ترین ارزش برای انرژی مندرج در مصالح ساختمانی را ایمن می‌کند.
چوب چند منظوره و انعطاف‌پذیر است و آن را ساده‌ترین مصالح ساختمانی برای بازسازی می‌دانند. ساختمان چوب می‌تواند دوباره با توجه به نیازهای در حال تغییر طراحی شود، چه این شامل اضافه کردن یک اتاق جدید یا در حال حرکت یک در یا پنجره شود. ساختار چوب معمولاً آسان برای انطباق با کاربردهای جدید به دلیل مواد بسیار سبک و آسان برای کار هستند. معدود صاحب خانه یا مدلساز حرفه‌ای دارای مهارت و تجهیزات مورد نیاز برای تغییر سازه‌های قاب فلزی- هستند.
اعضای چوب سازه‌ای به‌طور معمول می‌توانند اصلاح شوند و مورد استفاده مجدد به منظور یکسان یا مشابه با تغییرات جزئی یا فقط اتلاف یا از مد افتاده و آسیاب مجدد به محصولات دیگر همچون قاب چوبی در و پنجره شوند. به منظور کاهش مقدار چوبی که به محل‌های دفن زباله می‌رود، اتحاد خنثی دی‌اکسید کربن (ائتلافی از دولت، سازمان‌های غیردولتی و صنعت جنگل) وب سایت dontwastewood.com را به وجود آورده‌اند. این سایت شامل منابع برای تنظیم، شهرداری‌ها، توسعه‌دهندگان، پیمانکاران، مالکان/ اپراتورها و افراد/ صاحبخانه‌های به دنبال اطلاعات در مورد بازیافت چوب است.

## مسئول تأمین منابع
چوب یک انتخاب محیط زیست برای ساخت و ساز طولانی از جنگل است که به صورت پایدار مدیریت می‌شود. قطع غیرقانونی و تجارت بین‌المللی در تخته و الوار به‌طور غیرقانونی یک مشکل عمده برای بسیاری از کشورهای تولیدکننده چوب در جهان در حال توسعه است. این امر باعث آسیب‌های زیست‌محیطی، میلیاردها دلار درآمد از دست داده هزینه‌های دولتی، ترویج فساد، حاکمیت قانون و حکومت‌داری خوب و صندوق درگیری‌های مسلحانه را تضعیف می‌کند. کشورهای مصرف‌کننده می‌توانند قدرت خرید خود را با حصول اطمینان از محصولات از چوب آن‌ها برای خرید از منابع شناخته‌شده و قانونی استفاده کنند.
جنگل زدایی، که حذف دائمی جنگل‌ها است که در آن زمین به کاربردهای دیگر مانند کشاورزی یا مسکن تبدیل می‌شود، نیز یک مشکل جدی در کشورهای در حال توسعه است و به‌طور کلی برای ۱۷٪ از انتشار گاز گلخانه‌ای جهان به حساب می‌آید.
بیشتر جنگل‌های در معرض تخریب در مناطق گرمسیری جهان هستند که نرخ تخریب حدود ۳۲۰۰۰۰۰۰ هکتار در سال از ۱۹۹۰ تا ۲۰۰۵ تخمین زده شده‌است. با توجه به وضعیت گزارش جنگل‌های جهان، ۲۰۰۷، جهان حدود ۳ درصد از مناطق جنگلیش را از ۱۹۹۰ تا ۲۰۰۵ از دست داده‌است؛ اما در آمریکای شمالی، کل منطقه جنگلی تقریباً ثابت مانده‌است. زمانی که زمین جنگل برای استفاده دیگر تبدیل می‌شود، بخشی از جنگ زدایی می‌تواند با جنگل کاری جبران شود- مانند کاشت درختان بر روی زمینی که عاری از درخت برای مدت زمان طولانی بوده‌است.
گواهینامه جنگل شخص ثالث داوطلبانه یک ابزار معتبر برای برقراری ارتباط عملکرد زیست‌محیطی و اجتماعی عملیات جنگل است. با صدور گواهینامه جنگل، یک سازمان مستقل، استانداردهای مدیریت جنگل خوب و مستقل گواهی موضوع حسابرسان عملیات جنگلی که با آن استانداردها منطبق هستند را توسعه می‌دهد. این گواهینامه تأیید می‌کند که جنگل‌ها به خوبی مدیریت می‌شوند، همان‌طور که توسط یک استاندارد خاص تعریف شده‌است- و تضمین می‌کند که چوب و محصولات کاغذی گواهی از منابع قانونی و مسئول آمده‌اند.

## سیستم‌های رتبه‌بندی ساختمان سبز
یک مطالعه در سال ۲۰۱۰ توسط مرکز ساختمان پایدار خانه نور در بریتیش کلمبیا، کانادا، روش‌هایی که در آن سیستم‌های رتبه‌بندی ساختمان سبز داوطلبانه با چوب ترکیب می‌شدند را مورد بررسی قرار داد. این نشان داد که سیستم‌های رتبه‌بندی برای خانه‌های خانواده تنها در شمال آمریکا و سیستم درجه‌بندی برای ساختمان‌های تجاری فراگیرترین محصولات از چوب بودند و ساختمان‌های خارج از شمال امریکا حداقل فراگیر بودند. سیستم‌های مورد مطالعه شامل BREEAM (پادشاهی متحده)، ساختمان سبز (ایالات متحده و کانادا)، CASBEE (ژاپن)، گلوب سبز (ایالات متحده)، ستاره سبز (استرالیا)، LEED (در ایالات متحده راه‌اندازی شد و مورد استفاده در کشورهایی مانند کانادا، چین، هند و مکزیک قرار گرفت)، چالش بنای زندگی (ایالات متحده و کانادا)، NAHB - برنامه ساختمان‌سازی سبز ملی (ایالات متحده)، و ابزار SB (کانادا و انگلستان) بود.
در اغلب موارد، سیستم رتبه‌بندی اعتبارات/ نقطه برای استفاده از چوب در زمینه‌های زیر ارائه می‌دهد: چوب مجوزدار؛ بازیافت/ استفاده مجدد/ مواد سالم؛ و یافتن منابع محلی مواد. در برخی موارد، تکنیک‌های ساخت و ساز و مهارت‌ها (مانند چارچوب پیشرفته) و به حداقل رساندن ضایعات رسمیت شناخته و بیشتر خواهان آن هستیم که تمام چسب چوب، رزین‌ها، محصولات مهندسی و کامپوزیت‌ها حاوی هیچ فرمالدئید اوره اضافه شده نباشند و حاوی محدودیت‌های سخت در VOC (ترکیبات آلی فرار) باشند.

## گواهی LEED اعتبار چوب
همچنین نگاه کنید به:
چوب تصدیق‌شده در دسامبر ۲۰۱۰، شورای ساختمان سبز ایالات متحده موفق به دریافت رأی مثبت کافی از اعضا برای بازنویسی پیشنهاد سیاست گواهی چوب در رهبری آن در طراحی انرژی و محیط زیست (LEED) سیستم درجه‌بندی شد. از زمان آغاز آن، LEED فقط گواهی چوب استانداردهای انجمن نظارت جنگل را پذیرفت. دوتا از بزرگ‌ترین شخص ثالث گواهینامه استانداردهای جنگل در ایالات متحده - شورای نظارت جنگل (FSC) و ابتکار پایدار جنگلداری(SFI) - مخالف معیار ارائه شده بودند. FSC دقت خود را مورد سؤال قرار داد و SFI ادعا کرد روند بیش از حد مفصل و پیچیدهاست.
تعدادی از سازمان‌ها، از جمله انجمن ملی جنگل امور خارجه مؤسسه کانادایی جنگلداری، و انجمن آمریکایی جنگلها کهLEED نامیده می‌شود برای به رسمیت شناختن همه برنامه‌های صدور گواهینامه معتبر در مورد تشویق استفاده از چوب به عنوان مواد و مصالح ساختمانی سبز فراخوانی شدند.
در بررسی سالانه محصولات جنگل ۲۰۰۸–۲۰۰۹، کمیسیون اقتصادی سازمان ملل متحد برای اروپا/ سازمان مواد غذایی و کشاورزی اعلام کرد که طرح‌های ساختمان‌سازی سبز (GBI) می‌تواند یک موهبت مخلوط برای محصولات چوب باشد. «استانداردهایGBI شناخت منحصر به فردی به برندهای گواهینامه جنگل خاص می‌دهد که ممکن است در افزایش تقاضا برای این برندها در هزینه قدردانی وسیع تری از محاسن زیست‌محیطی از چوب کمک کند.»
در بررسی ۲۰۰۹–۲۰۱۰، UNECE/FAO همگرایی رو به رشدی بین سیستم‌های گواهینامه گزارش داد: در طول سال‌ها، بسیاری از مسائل که قبلاً سیستم‌ها را تقسیم کرد کمتر مشخص شدند. بزرگ‌ترین سیستم‌های گواهینامه هم‌اکنون نیازمندی‌های برنامه‌ریزی ساختاری مشابهی دارند.